# Трайко Мечев
Трайко (Трайо) Атанасов Мечев или Мечов, известен като Морарцалията, е български революционер, деец на Вътрешната македоно-одринска революционна организация.

## Биография
Роден е около 1894 година в кукушкото село Морарци, тогава в Османската империя, днес Антигония, Гърция. Родителите му Атанас и Стойна Мечови имат четирима сина: Трайчо, Тодор, Иван и Стефан, и дъщеря Мария.
Влиза във ВМОРО и в 1903 година е в четата на Кръстьо Асенов. Участва в Илинденско-Преображенското въстание през лятото на същата година. След въстанието е четник на Аргир Манасиев. През септември 1903 година заедно с Христо Палюрски, Христо Янков от Мачуково и още един четник убиват Исин бей по решение на Аргир Манасиев. В 1911 година е войвода в Кукушко. Участва в Междусъюзническата война в Сборната партизанска рота на Македоно-одринското опълчение. След войната в края на 1913 година отново е войвода в окупираното от Гърция Кукушко.
Неговото име носи Македонското благотворително братство „Трайко Мечев“.